# 페르세폴리스 (영화)
《페르세폴리스》(Persepolis)는 마르잔 사트라피가 그린 동명의 만화를 원작으로 마르잔 사트라피와 뱅상 파로노가 공동으로 감독을 맡아 제작한 애니메이션 영화다. 영화는 마르잔의 어린 시절 이란 혁명의 발발부터 출발해서 그녀의 성장을 따라 진행되어 마르잔이 22살이 되는 시점에서 끝난다.
2007년 5월 23일에 프랑스와 벨기에에서 첫 개봉을 했으며, 같은 해 칸 영화제에서 심사위원상을 수상했다. 마르잔 사트라피는 "이 영화는 보편적 작품이지만 이 상은 이란인들에게 바치고 싶다"라는 수상소감을 밝혔다. 이후 아카데미상 장편 애니메이션 부문에 후보로 오르기도 했다.

## 같이 보기
- 페르세폴리스 (만화)